# Callum Wilkinson
Callum Wilkinson (* 14. März 1997 in Moulton, Suffolk) ist ein britischer Geher.

## Leben
Callum Wilkinson stammt aus der Grafschaft Suffolk. Aufgewachsen ist er dort in der Stadt Newmarket. Ab dem Jahr 2012 wandte er sich der Leichtathletik zu, nachdem er zuvor Tischtennis betrieb. Lange Zeit trainierte er an der Leeds Beckett University, dem Nationalen Geher-Zentrum des Vereinigten Königreichs, bevor er 2020 nach Cork in Irland umzog, um dort unter der Anleitung des Weltmeisters von 2013 über 50 km, Robert Heffernan, das Training aufzunehmen.

## Sportliche Laufbahn
2013 nahm Wilkinson, bei seinem ersten landesweiten Wettkampf, direkt an den Britischen Meisterschaften teil. Das Rennen über 5 Kilometer beendete er auf dem achten Platz. Ein Jahr später verbesserte er sich über diese Distanz um mehr als zwei Minuten bis auf 20:52,24 min. 2015 ging er über 10.000 Meter bei den U20-Europameisterschaften in Eskilstuna an den Start, bei denen er den siebten Platz belegte. Seine Zeit von 41:34,62 im Ziel bedeuteten einen neuen britischen Juniorenrekord, Dieser hatte zuvor seit 1987 bestanden und konnte von Wilkinson um mehr als 18 Sekunden verbesserte werden. Im Frühjahr 2016 stellte er über 3000 und über 5000 Meter jeweils neue U20-Landesrekorde in der Halle auf. Im Juli ging er bei den U20-Weltmeisterschaften in Bydgoszcz über 10.000 Meter an den Start. Im Ziel stellte er mit 40:41,62 min eine neue Bestzeit auf, mit der er die Goldmedaille gewinnen konnte.
2017 trat Wilkinson dann auch erstmals über die 20-km-Wettkampfdistanz der Erwachsenen an. Mit einer Zeit von 1:22:17 h aus dem Mai, konnte er im August bei den Weltmeisterschaften in seinem Heimatland an den Start gehen. Dort benötigte er für die 20 km 1:23:54 h, mit denen er das Rennen bei seiner WM-Premiere auf dem 42. Platz beendete. 2018 nahm er im April bei den Commonwealth Games in Australien teil. Dort belegte er den siebten Platz. Im August ging er dann bei den Europameisterschaften in Berlin an den Start. Nach drei Regelverletzungen während des Wettkampfes wurde er disqualifiziert. Im Jahr darauf trat er bei den U23-Europameisterschaften in Gävle an. Das Rennen über 20 km beendete er nach 1:22:13 h auf dem Bronzerang. Wie bereits bei den Europameisterschaften in Berlin, wurde er im Oktober auch bei den Weltmeisterschaften in Doha disqualifiziert. 2020 konnte Wilkinson im August mit 39:52,05 min einen neuen Landesrekord über 10.000 Meter aufstellen, der zuvor 31 Jahre lang von Ian McCombie gehalten wurde. Einen Monat später verbesserte er sich über 20 Kilometer auf 1:21:21 h. 2021 steigerte er sich Anfang Juni im spanischen A Coruña auf eine Zeit von 1:20:32 h. Anfang August trat er zum ersten Mal bei den Olympischen Sommerspielen an und erreichte als Zehnter nach 1:22:38 h das Ziel. 2022 trat er bei den Europameisterschaften in München an, wurde allerdings im Laufe des Wettkampfes über 20 km disqualifiziert.
Im Laufe seiner Karriere gewann Wilkinson bislang insgesamt fünf Britische Meistertitel, hinzu kommen drei Junioren- und ein U17-Titel.

## Wichtige Wettbewerbe
| Jahr                               | Veranstaltung                      | Ort                                | Platz                              | Disziplin                          | Zeit                               |
| Startet für Vereinigtes Königreich | Startet für Vereinigtes Königreich | Startet für Vereinigtes Königreich | Startet für Vereinigtes Königreich | Startet für Vereinigtes Königreich | Startet für Vereinigtes Königreich |
| ---------------------------------- | ---------------------------------- | ---------------------------------- | ---------------------------------- | ---------------------------------- | ---------------------------------- |
| 2015                               | U20-Europameisterschaften          | Eskilstuna                         | 7.                                 | 10.000 m Bahnengehen               | 41:34,63 min                       |
| 2016                               | U20-Weltmeisterschaften            | Bydgoszcz                          | 1.                                 | 10.000 m Bahnengehen               | 40:41,62 min                       |
| 2017                               | Weltmeisterschaften                | London                             | 41.                                | 20 km Gehen                        | 1:23:54 h                          |
| 2018                               | Commonwealth Games                 | Gold Coast                         | 7.                                 | 20 km Gehen                        | 1:22:35 h                          |
| 2018                               | Europameisterschaften              | Berlin                             |                                    | 20 km Gehen                        | DSQ                                |
| 2019                               | U23-Europameisterschaften          | Gävle                              | 3.                                 | 20 km Gehen                        | 1:22:13 h                          |
| 2019                               | Weltmeisterschaften                | Doha                               |                                    | 20 km Gehen                        | DSQ                                |
| 2021                               | Olympische Spiele                  | Tokio                              | 10.                                | 20 km Gehen                        | 1:22:38 h                          |
| 2022                               | Europameisterschaften              | München                            |                                    | 20 km Gehen                        | DSQ                                |

## Persönliche Bestleistungen
Freiluft
- 5000-m-Bahnengehen: 18:41,23 min, 25. August 2019, Birmingham
- 10.000-m-Bahnengehen: 39:05,85 min, 6. März 2021, Newport, (britischer Rekord)
- 10-km-Gehen: 39:31 min, 1. Juni 2019, Borsky Mikulás
- 20-km-Gehen: 1:20:32 h, 5. Juni 2021, A Coruña
- 35-km-Gehen: 2:43:42 h, 18. Dezember 2022, Dublin

Halle:
- 3000-m-Bahngehen: 10:52,77 min, 25. Februar 2018, Glasgow
- 5000-m-Bahngehen: 19:20,83 min, 29. Januar 2017, Bratislava